# Jan Bartłomiej Bokszczanin
Jan Bokszczanin (ur. 4 września 1974 w Astrachaniu w Rosji) – polski organista i pedagog.
W 2000 roku ukończył studia w Akademii Muzycznej im. Fryderyka Chopina w Warszawie w klasie prof. Joachima Grubicha. W późniejszych latach był stypendystą doktoranckim w University of North Texas (USA), gdzie studiował pod kierunkiem prof. Jesse E. Eschbacha. 
Koncertuje w większości krajów Europy, w Rosji, Azji oraz w USA. 
Występował z recitalami organowymi w tak prestiżowych miejscach jak: Katedra Notre Dame de Paris, Katedra we Freibergu, Katedra w Brugii, University Chappell w Glasgow, Katedra Katolicka w Moskwie, Meyerson Symphony Hall w Dallas (USA) oraz Katedra Matki Bożej Anielskiej w Los Angeles, w której 11 listopada 2018 roku wykonał koncert w setną rocznicę odzyskania Niepodległości przez Polskę. 
Jan Bokszczanin nagrał ponad dwadzieścia płyt CD z muzyką organową dla renomowanych wytwórni płytowych, a w 2012 roku nakładem wydawnictwa Polihymnia ukazała się jego monografia – „Główne tendencje rosyjskiej i radzieckiej muzyki organowej”. 
W tym samym wydawnictwie, pod jego redakcją ukazało się sześć zeszytów z utworami Mariana Sawy. Ponadto zebrał i przygotował do druku 12-tomową antologię – Arcydzieła muzyki organowej, będącą swoistym zbiorem renesansowej i barokowej muzyki organowej z różnych ośrodków Europy. 
Wielu współczesnych kompozytorów pisało dla niego swoje utwory m.in.: Paul Ayres, Miłosz Bembinow, Carson Cooman, Krzesimir Dębski, Alicja Gronau-Osińska, Paweł Łukaszewski, Thierry Pallesco, Dariusz Przybylski, Weronika Ratusińska, Marian Sawa, Piotr Tabakiernik, Piotr Wróbel oraz Ignacy Zalewski. Marian Sawa dedykował mu osiem z jedenastu skomponowanych dla niego utworów. 
Jan Bokszczanin jest także organizatorem życia muzycznego - dyrektorem artystycznym Legionowskiego Festiwalu Muzyki Kameralnej i Organowej i innych cykli koncertowych. 
Prof. dr hab. Jan Bokszczanin prowadzi klasę organów w białostockiej filii Uniwersytetu Muzycznego Fryderyka Chopina. W latach 2016-2020 pełnił funkcję prodziekana w tejże Uczelni. Jest także nauczycielem gry na organach w Państwowej Szkole Muzycznej im. Fryderyka Chopina w Sochaczewie. 
W 2019 roku Minister Kultury i Dziedzictwa Narodowego przyznał mu honorową odznakę „Zasłużony dla Kultury Polskiej”, a w 2024 r. brązowy medal „Gloria Artis”.

## Dyskografia
Płyty CD solowe:
- Marian Sawa – Organ Music III, wydawnictwo: Acte Prealable, AP 0081, 2002 r.

- Marian Sawa – Organ Works IV, Joachim Grubich i Jan Bokszczanin, wydawnictwo: Acte Prealable, AP 0093, 2004 r.

- Jan Bokszczanin – Organy (Hi-Fi), Hi-Fi i Muzyka ARMS Records, wydawnictwo: ARMS 1427-005, 2005 r.

- Marian Sawa – Utwory organowe 1, wydawnictwo: Musica Sacra Edition MSE 008, 2006 r.

- Poulenc – Organ Concerto / Saint-Saëns – Organ Symphony, wydawnictwo: ARMS Records, 2009 r.

- Komeda Inspirations – Jan Bokszczanin, wydawnictwo: ARMS Records, 2010 r.

- Legionowski Festiwal Muzyki Kameralnej i Organowej, wydawnictwo: UM w Legionowie, 2010 r.

- Z Muzyką Organową Przez Wieki, wydawnictwo: MAGNUS, 2012 r.

- Russian Organ Music, wydawnictwo: PMA Records 004, 2012 r.

- Organ Recital In Strzyżów, wydawnictwo: PMA Records 007, 2015 r.

- The Best Of Jan Bokszczanin, wydawnictwo: PMA Records 009, 2015
- Jan Bokszczanin - Organ recital in the Franciscan Church in Zamość, ARS SONORA 211, 2022

Płyty CD kameralne:
- Dedicated To St. Hubertus, wykonawcy: Jacek Smoczyński – trompe de chasse, Jan Bokszczanin – organy, wydawnictwo: Acte Prealable, AP 0116, 2004 r.

- New Polish Music For Saxophone And Organ, wykonawcy: Paweł Gusnar – saksofon, Jan Bokszczanin – organy, wydawnictwo: Musica Sacra Edition, MSE 016, 2007 r.

- Oblivion – Tytus Wojnowicz & Jan Bokszczanin, wydawnictwo: Pro Musicae Artis, PMA 002, 2011 r.

- Rawskie Dni Muzyki Klasycznej, wykonawcy: Tytus Wojnowicz – obój, Jan Bokszczanin – organy, wydawnictwo: UM i Dom Kultury w Rawie Mazowieckiej, 2012 r.

- Margarita, wykonawcy: Tytus Wojnowicz – obój, Jan Bokszczanin – organy, wydawnictwo: PMA Records 008, 2015 r.

Płyty CD zawierające nagrania Jana Bokszczanina
- Marian Sawa – Organ Works – I, wydawnictwo: Acte Preable, AP 0030, 1999 r.

- 20 lat Conversatorium Organowego w Legnicy (2CD), wydawnictwo: DUX 0522A12296, 2005 r.

- Paweł Łukaszewski – Vesperae Pro Defunctis, wydawnictwo: Musica Sacra Edition MSE 029, 2011 r.

- Paweł Łukaszewski – Veni Creator. Stabat Mater. Organ Concerto, wydawnictwo: DUX 0367, 2012 r.

- Osiecka o Miłości, wydawnictwo: MAGNETIC RECORDS, 279 365 1, 2012 r.

- Saxophone Varie, wydawnictwo: DUX 0982, 2013 r.

- Apple Tea Jazzband, wydawnictwo: REGULA, 2015 r.

- Ars Paschalis, wydawnictwo: Chopin University Press UMFC CD 104, 2018 r.